# Барсуки (Новгородская область)
Барсуки — деревня в Холмском районе Новгородской области, входит в Красноборское сельское поселение. Площадь территории относящейся к деревне — 14 га.
Деревня расположена к югу от административного центра поселения — деревни Красный Бор, близ административной границы Новгородской и Псковской областей, в 1 км к востоку от автодороги Р51 (Шимск — Власково — Невель). Барсуки находятся на высоте 61 м над уровнем моря.

## Население
Постоянное население деревни — 13 человек (2009), хозяйств — 7.
| 2010 |
| ---- |
| 10   |